# Гліцеральдегід
Гліцеральдегід (гліцераль) — хімічна сполука, вуглевод треоза, моносахарид з хімічною формулою C3H6O3. Є найпростішою можливою альдозою. Являє собою солодку, безбарвну, кристалічну речовину. Є проміжною сполукою в метаболізмі вуглеводів. Назва походить від слів гліцерин та альдегід, оскільки гліцеральдегід утворюється з гліцерину при окисненні одного з первинних гідроксилів до альдегіду.

## Структура
Гліцеральдегід має один хіральний центр, внаслідок чого може існувати у вигляді двох енантіомерів, R та S:
|                   | d-гліцеральдегід (R)-гліцеральдегід (+)-гліцеральдегід | l-glyceraldehyde (S)-гліцеральдегід (−)-гліцеральдегід |
| Проєкція Фішера   | D-glyceraldehyde                                       | L-glyceraldehyde                                       |
| Скелетна формула  | D-glyceraldehyde                                       | L-glyceraldehyde                                       |
| Тривимірна модель | D-glyceraldehyde                                       | L-glyceraldehyde                                       |

Оптичне обертання гліцеральдегіду має знак (+) для R та знак (−) для S ізомерів; це співвідношення не є аналогічним для інших моносахаридів. Стереохімічна конфігурація може бути визначена із структури молекули, тоді як знак обертання визначається емпірично в експерименті.
Завдяки щасливому випадку d- геометрія  була присвоєна (+)-гліцеральдегіду наприкінці 19-го сторіччя, що було строго підтверджене рентгеноструктурним аналізом в 1951 році.

## Номенклатура
В межах d/l номенклатури гліцеральдегід є сполукою-стандартом для всіх вуглеводів. Моносахариди із абсолютною конфігурацією, що збігається з (R)-гліцеральдегід на останньому стереоцентрі, наприклад на атомі C5 у випадку глюкози, мають стерео-дескриптор d-. І навпаки, моносахариди що мають конфігурацію ідентичну (S)-гліцеральдегіду на тому самому атомі позначаються префіксом l-.

## Синтез і біохімічна роль
Гліцеральдегід може бути отриманий, так само як і дигідроксиацетон, при помірному окиснені гліцерину, під дією таких реагентів як перекис водню та інших. Дигідроксиацетон, найпростіша кетоза, є ізомером гліцеральдегіду. Взаємоперетворення фосфатів цих сполук що каталізується ензимом тріозофосфатізомеразою є важливим етапом в процесі гліколізу.